# George Legge, III conte di Dartmouth
George Legge, III conte di Dartmouth (3 ottobre 1755 – 10 novembre 1810) è stato un politico inglese.

## Biografia
Era il figlio di William Legge, II conte di Dartmouth, e di sua moglie, Frances Katherine, figlia di Sir Charles Gounter Nicoll. Studiò all'Eton College e al Christ Church (Oxford).

## Carriera politica
Dartmouth è stato un deputato per Plymouth (1778-1780) e per Staffordshire (1780-1784). Fu lord guardiano del Stannaries (1783-1798). Nel 1801 successe al padre alla contea.
Dartmouth servì sotto Henry Addington come presidente del Board of Control (1801-1802) e, come lord steward (1802-1804). Sotto William Pitt il Giovane, Lord Grenville, il duca di Portland e Spencer Perceval fu lord ciambellano. Fu un membro del Consiglio della Corona nel 1801 e nella Royal Society il 3 maggio 1781, ed è stato il primo presidente della British Institution nel 1805.

## Matrimonio
Sposò, il 24 settembre 1782, lady Frances Finch (9 febbraio 1761-21 novembre 1838), figlia di Heneage Finch, III conte di Aylesford. Ebbero quindici figli:
- Frances Catherine Legge (7 settembre 1783-7 marzo 1789);
- William Legge, IV conte di Dartmouth (29 novembre 1784-22 novembre 1853);
- George Legge (20 febbraio 1786-15 ottobre 1789);
- Lady Louisa Legge (8 marzo 1787-13 agosto 1816), sposò William Bagot, II barone Bagot, ebbero sette figli;
- Henage Legge (29 febbraio 1788-12 dicembre 1844), sposò Mary Johnstone, ebbero una figlia;
- Lady Charlotte Legge (12 febbraio 1789-15 giugno 1877), sposò George Neville-Grenville, ebbero due figli;
- Lady Harriet Legge (7 settembre 1790-11 marzo 1855), sposò Sir Edward Paget, ebbero cinque figli;
- Lady Barbara Maria Legge (29 novembre 1791-22 aprile 1840), sposò Francis Newdigate, non ebbero figli;
- Catherine Charlotte Legge (2 aprile 1793);
- Lady Georgina Caroline Legge (14 maggio 1795-11 agosto 1885);
- Lady Mary Legge (3 giugno 1796-8 luglio 1886);
- Lady Anne Legge (14 agosto 1797-24 novembre 1885);
- Charles Legge (26 gennaio 1799-1 novembre 1821);
- Arthur Charles Legge (25 giugno 1800-18 maggio 1890), sposò in prime nozze Anne Frederica Holroyd, non ebbero figli, e in seconde nozze Caroline Bouwens, ebbero due figli;
- Henry Legge (25 settembre 1803-13 febbraio 1887), sposò Marian Rogers[5], non ebbero figli.

## Morte
Morì il 10 novembre 1810, all'età di 55 anni.

## Ascendenza
|                                      |                |                            | Genitori                            |  |  | Nonni |  |  | Bisnonni                            |  |  | Trisnonni                        |  |
|                                      |                |                            |                                     |  |  |       |  |  | William Legge, I conte di Dartmouth |  |  | George Legge, I barone Dartmouth |  |
|                                      |                |                            |                                     |  |  |       |  |  | William Legge, I conte di Dartmouth |  |  | George Legge, I barone Dartmouth |  |
|                                      |                | Barbara Archibald          |                                     |  |  |       |  |  | William Legge, I conte di Dartmouth |  |  |                                  |  |
| George Legge, visconte Lewisham      |                |                            |                                     |  |  |       |  |  | William Legge, I conte di Dartmouth |  |  |                                  |  |
|                                      |                | Anne Finch                 | Heneage Finch, I conte di Aylesford |  |  |       |  |  |                                     |  |  |                                  |  |
|                                      |                | Anne Finch                 | Heneage Finch, I conte di Aylesford |  |  |       |  |  |                                     |  |  |                                  |  |
|                                      |                | Anne Finch                 | Elizabeth Banks                     |  |  |       |  |  |                                     |  |  |                                  |  |
| William Legge, II conte di Dartmouth |                | Anne Finch                 |                                     |  |  |       |  |  |                                     |  |  |                                  |  |
|                                      |                | Arthur Kaye, III baronetto | John Kaye, II baronetto             |  |  |       |  |  |                                     |  |  |                                  |  |
|                                      |                | Arthur Kaye, III baronetto | John Kaye, II baronetto             |  |  |       |  |  |                                     |  |  |                                  |  |
|                                      |                | Arthur Kaye, III baronetto | Ann Lister                          |  |  |       |  |  |                                     |  |  |                                  |  |
| Elizabeth Kaye                       |                | Arthur Kaye, III baronetto |                                     |  |  |       |  |  |                                     |  |  |                                  |  |
|                                      |                | Anne Marowe                | Samuell Marowe, I baronetto         |  |  |       |  |  |                                     |  |  |                                  |  |
|                                      |                | Anne Marowe                | Samuell Marowe, I baronetto         |  |  |       |  |  |                                     |  |  |                                  |  |
|                                      |                | Anne Marowe                | Mary Caley                          |  |  |       |  |  |                                     |  |  |                                  |  |
| George Legge, III conte di Dartmouth |                | Anne Marowe                |                                     |  |  |       |  |  |                                     |  |  |                                  |  |
|                                      | George Gounter | George Gounter             |                                     |  |  |       |  |  |                                     |  |  |                                  |  |
|                                      | George Gounter | George Gounter             |                                     |  |  |       |  |  |                                     |  |  |                                  |  |
|                                      | George Gounter | Katherine Hyde             |                                     |  |  |       |  |  |                                     |  |  |                                  |  |
| Charles Gounter Nicoll               | George Gounter |                            |                                     |  |  |       |  |  |                                     |  |  |                                  |  |
|                                      |                | Judith Nicoll              | Richard Nicoll                      |  |  |       |  |  |                                     |  |  |                                  |  |
|                                      |                | Judith Nicoll              | Richard Nicoll                      |  |  |       |  |  |                                     |  |  |                                  |  |
|                                      |                | Judith Nicoll              | …                                   |  |  |       |  |  |                                     |  |  |                                  |  |
| Frances Catherine Nicoll             |                | Judith Nicoll              |                                     |  |  |       |  |  |                                     |  |  |                                  |  |
|                                      |                | William Blundell           | …                                   |  |  |       |  |  |                                     |  |  |                                  |  |
|                                      |                | William Blundell           | …                                   |  |  |       |  |  |                                     |  |  |                                  |  |
|                                      |                | William Blundell           | …                                   |  |  |       |  |  |                                     |  |  |                                  |  |
| Elizabeth Blundell                   |                | William Blundell           |                                     |  |  |       |  |  |                                     |  |  |                                  |  |
|                                      |                | …                          | …                                   |  |  |       |  |  |                                     |  |  |                                  |  |
|                                      |                | …                          | …                                   |  |  |       |  |  |                                     |  |  |                                  |  |
|                                      |                | …                          | …                                   |  |  |       |  |  |                                     |  |  |                                  |  |
|                                      |                | …                          |                                     |  |  |       |  |  |                                     |  |  |                                  |  |